# Set It Up
Set It Up is een Amerikaanse romantische komedie uit 2018, geregisseerd door Claire Scanlon.

## Verhaal
Harper is de assistente van Kirsten, een voormalig journalist die redacteur van een sportsite is geworden. Charlie is ook assistent, maar de assistent van Rick werkt in de financiële wereld. Beiden werken in hetzelfde gebouw en ontmoeten elkaar op een avond terwijl ze eten gaan halen voor hun bazen. De volgende dag praten ze over hun dagelijks leven op het werk, wat niet altijd gemakkelijk is vanwege het temperament van hun bazen. Ze besluiten dan een plan op te stellen om hen te kalmeren.

## Rolverdeling
| Acteur          | Personage       |
| --------------- | --------------- |
| Zoey Deutch     | Harper Moore    |
| Glen Powell     | Charlie Young   |
| Lucy Liu        | Kirsten Stevens |
| Taye Diggs      | Rick Otis       |
| Joan Smalls     | Suze            |
| Meredith Hagner | Becca           |
| Pete Davidson   | Duncan          |

## Productie
In februari 2016 kondigde Treehouse Pictures de lancering aan van het project, terwijl Katie Silberman schreef. Ook maakt het bedrijf bekend dat de film gedistribueerd zal worden door Metro-Goldwyn-Mayer en dat Emilia Clarke de rol van Harper krijgt.
In maart 2017 verliet Metro-Goldwyn-Mayer echter het project dat werd opgepikt door de streamingdienst Netflix. Vervolgens wordt onthuld dat Zoey Deutch de geplande rol voor Emilia Clarke zal overnemen en dat Glen Powell de mannelijke hoofdrol zal spelen.
De productie wordt eveneens toevertrouwd aan Claire Scanlon, haar eerste film als regisseur. In juni 2017 voegden acteur Taye Diggs, actrice Lucy Liu en model Joan Smalls zich bij de cast.
De opnames van de film vonden vanaf juni 2017 volledig in New York plaats.

## Release
De film ging in première op 12 juni 2018 in New York en werd op 15 juni 2018 uitgebracht op Netflix.

## Ontvangst
Op Rotten Tomatoes heeft Set It Up een waarde van 92% en een gemiddelde score van 7,00/10, gebaseerd op 63 recensies. Op Metacritic heeft de film een gemiddelde score van 62/100, gebaseerd op 14 recensies.